# Hochheim am Main
Pour les articles homonymes, voir Hochheim.
Hochheim am Main est une municipalité allemande située dans le land de la Hesse et l'arrondissement de Main-Taunus. C’est une ville du Rheingau, elle est connue pour ses cultures de vigne.

## Histoire
- Le 6 janvier 1793 a eu lieu le combat de Hochheim qui a vu la défaite des troupes françaises du général Sédillot. En juillet 1796 s'est déroulé le combat ou affaire d'Hochheim.

## Politique et administration
| Période | Période  | Identité       | Étiquette | Qualité |
| ------- | -------- | -------------- | --------- | ------- |
| 2002    | 2014     | Angelika Munck |           |         |
| 2014    | en cours | Dirk Westedt   | FDP       |         |

### Jumelages
La ville de Hochheim am Main est jumelée avec
- Le Pontet (France) depuis septembre 1986

et entretient des relations amicales avec
- Kölleda (Allemagne) et
- Bonyhád (Hongrie) depuis le 19 septembre 1997[1].

## Personnalités liées à la ville
- Johann Christoph Röhling (1757-1813), botaniste mort à Massenheim.
- Herbert Krug (1937-2010), cavalier mort à Hochheim am Main.
- Thomas Schäfer (1967-2020), homme politique mort à Hochheim am Main.